# Lyssomanes deinognathus
Lyssomanes deinognathus är en spindelart som beskrevs av Pickard-Cambridge F. 1900. Lyssomanes deinognathus ingår i släktet Lyssomanes och familjen hoppspindlar. Inga underarter finns listade i Catalogue of Life.